# 宇都宮市立陽光小学校
宇都宮市立陽光小学校（うつのみやしりつ ようこうしょうがっこう）は、栃木県宇都宮市緑にある公立小学校。

## 沿革

### 開校の背景
緑1丁目 - 4丁目における宅地化の進行（栃木県住宅協会（現・栃木県住宅供給公社）が分譲した西川田団地など）で、1970年に開校した宇都宮市立緑が丘小学校も開校5年目には収容しきれなくなり、校庭にプレハブ校舎を建設してしのぐほどであった。開校9年目には児童数1,439名となった一方、地域の東部に位置する畑や山林は、民間業者による宅地造成が急速に進み、さらなる児童の増加が予想されたため、市は後に陽光小となる「仮称第53小学校」の建設計画を示した。
市当局としては、市有林の一部を学校用地にし、残りを公園用地に変更するということで、当初は「西川田公園」の場所を候補地とした。敷地的には最適であったが、隣が宇都宮競馬場で校舎2階から競馬場が丸見えとなり、学校環境としても好ましくない。緑が丘小とも近すぎるとも意見が出たが、民有地との交換交渉をすすめ、現在地が選定された。敷地の一部は雑木林であったが、自衛隊の協力も受けて整地した。
緑が丘小と宇都宮市立横川西小学校の通学範囲内である自治会に学校開設準備班が設けられ、学区割の検討が始まった。市からのは緑2丁目の南半分を陽光小学校区にという提案がでたが、自治会が二分されると猛反対を受け、緑が丘小学校区に残置された。緑4丁目及び現・緑5丁目の地区は緑が丘小学校設立10周年を迎え環境が整いつつあり、通学距離も大差ないことから転校にはかなりの抵抗があった（緑5丁目は小学校開校に合わせて西川田町より分離新設された）。江曽島4丁目・5丁目も同様の抵抗があったが、冬場の登下校環境から早い開校を望む声もあった。これらのことを踏まえて、自治会と市当局の話し合いにより、子どもと学校の将来を考慮し、現在の学区に落ち着いた。
校名は自治会の方にも募集が来て、応募者多数の中から「陽光」が選ばれた。陽南出張所管内ということで「陽」をとり、「光り輝く学校」から「光」をとったといわれている。
学校環境整備のうち、植栽計画は開校の翌年となった。当初は地域から提供の申し出も多かったが市当局の計画によることにした。近くの宇都宮市立五代小学校も新設校であったが、植栽計画はすべて寄付でまかなったので、陽光小には2校分を植栽することになった。PTAから木陰になるような大きな樹木がほしいと意見が出たので、宇農高へ依頼したところ、欅の寄贈を受けた。

### 年表
- 1980年（昭和55年）
  - 4月8日 - 緑が丘小より児童142名、横川西小より児童260名を移管し、宇都宮市立陽光小学校として開校（児童514名・13学級[1]）
  - 5月15日 - 同日を創立記念日と定める[1]
  - 8月 - プール完成
  - 9月 - 栃の葉国体で集団演技「栃の子」に参加
  - 11月 - 屋内体育館完成
  - 12月 - 歌詞は地域住民から募集し、曲は栃の葉国体の音楽統括者であった宇都宮大学の飯田隆教授に依頼した校歌が完成
- 1981年（昭和56年）2月21日 - 開校記念式典・祝賀会開催
- 1984年（昭和59年）4月1日 - 学区変更により、江曽島4丁目の児童のうち5･6年生を除く45名が横川西小より転入[1]。
- 1985年（昭和60年） - コンビネーションジム卒業記念品として寄贈[1]
- 1986年（昭和61年） - 第1回陽光まつり開催[1]
- 1987年（昭和62年） - 「交通安全の塔」完成[1]、下水道管に接続工事竣工[1]
- 1989年（平成元年） - 創立10周年記念式典挙行[1]、金管バンド部創部[1]
- 1990年（平成2年） - 卒業記念品として「ふれあいの池」完成[1]
- 1992年（平成4年） - 創立記念オリエンテーリング、校庭整地工事完了、生活飼育観察舎竣工[1]
- 1994年（平成6年）
  - フラワーロード作りを行う
  - 児童の手による「手作り運動会」開く
- 1997年（平成9年）
  - ボランティア活動として西川田公園のクリーン活動を行う [1]
- 1998年（平成10年） - 校庭周辺の樹木の伐採、選定作業終了[1]
- 1999年（平成11年）
  - 児童集会「グランド横断チャンピオン大会」を栃木県総合運動公園で行う
  - 創立20周年記念式典実施[1]
- 2000年（平成12年） - 正門拡張工事完了[1]
- 2004年（平成16年） - 2学期制開始
- 2005年（平成17年） - 地域運動会との共催開始
- 2006年（平成18年） - プール飛び込み台撤去[1]
- 2007年（平成19年） - ランチルーム完成[1]
- 2009年（平成21年） - 創立30周年記念式典、校舎耐震工事[1]
- 2011年（平成23年）
  - 3月11日 - 東日本大震災により体育館など一部破損[1]
  - 11月5日 - 全国スポーツ・レクリエーション祭「スポレクエコとちぎ」開会式アトラクション参加
- 2014年（平成26年）- 第27回全国健康福祉祭とちぎ大会「ねんりんピック栃木大会2014」開会式アトラクション参加
- 2015年（平成27年）- 特別支援学級（ひかり学級）開設[1]
- 2019年（令和元年） - 創立40周年記念式典[1]

### 児童数の推移[1]
- 1980年度：514名・13学級
- 1984年度：670名・18学級（1-6年生各3学級）
- 1985年度：---名[要検証 – ノート]・17学級（2-6年生各3学級、1年生のみ2学級）
- 1986年度：---名[要検証 – ノート]・18学級（1-6年生各3学級[3]）
- 1990年度：---名[要検証 – ノート]・18学級
- 1995年度：519名・16学級
- 1996年度：499名・16学級
- 1997年度：469名・16学級
- 1998年度：467名・15学級
- 1999年度：430名・13学級
- 2000年度：430名・12学級
- 2001年度：384名・12学級
- 2002年度：392名・12学級
- 2003年度：388名・12学級
- 2004年度：360名・12学級
- 2005年度：352名・12学級
- 2006年度：350名・12学級
- 2007年度：344名・12学級
- 2008年度：371名・12学級
- 2009年度：358名・12学級
- 2010年度：383名・12学級
- 2011年度：369名・12学級
- 2012年度：364名・12学級
- 2013年度：355名・12学級
- 2014年度：347名・12学級
- 2015年度：346名・13学級（特支1学級）
- 2016年度：353名・13学級（特支1学級）
- 2017年度：341名・13学級（特支1学級）

## 通学区域
- 宇都宮市[4]
  - 今宮1丁目 - 4丁目
  - 江曽島4丁目 - 5丁目
  - 上横田町の一部
  - 北若松原1丁目の一部
  - 緑4丁目 - 5丁目

## 交通
- 東武鉄道宇都宮線 西川田駅より約1.5km
- 関東バス 宇都宮駅＝今宮＝雀宮駅線・今宮2丁目バス停より約350m
- 関東バス 宇都宮駅＝江曽島線・緑3丁目バス停より約400m